# Императорски пингвини
Императорските пингвини (Aptenodytes) са род птици от семейство Пингвини (Spheniscidae).
Таксонът е описан за пръв път от Джон Фредерик Милър през 1778 година.

## Видове
- Aptenodytes chrysocome
- Aptenodytes forsteri – Императорски пингвин
- Aptenodytes papua
- Aptenodytes patagonicus – Кралски пингвин